# Pitzóatl
Pitzóatl är en ort i Mexiko.   Den ligger i kommunen Xilitla och delstaten San Luis Potosí, i den centrala delen av landet, 220 km norr om huvudstaden Mexico City. Pitzóatl ligger 438 meter över havet och antalet invånare är 473.
Terrängen runt Pitzóatl är varierad. Runt Pitzóatl är det ganska tätbefolkat, med 90 invånare per kvadratkilometer. Närmaste större samhälle är Xilitla, 5,9 km sydväst om Pitzóatl. I omgivningarna runt Pitzóatl växer i huvudsak städsegrön lövskog.